# USS Arizona (BB-39)
USS Arizona byla bitevní loď amerického námořnictva třídy Pennsylvania. Arizona byla dokončena v polovině první světové války a v meziválečné době modernizována. Byla potopena při útoku japonského císařského námořnictva na Pearl Harbor. Tehdy byla zasažena dvěma 800 kg pumami.

## Stavba
Obě jednotky třídy Pennsylvania byly stavěny v loděnicích na východním pobřeží USA. Arizona byla stavěna loděnicí New York Navy Yard v Brooklynu v New Yorku. Kýl lodi byl založen v březnu 1914, trup byl spuštěn na vodu v červnu 1915 a v říjnu 1916 byla loď dokončena.

### Pohon a pancéřování
Pohon zajišťovalo 12 kotlů Babcock & Wilcox (6 kotelen), které poháněly 4 Pärsonovy turbíny (2 strojovny) a výsledný výkon byl 24 900 kW. Maximální rychlost lodi 21 uzlů zajišťovaly čtyři šrouby. Jelikož převodový systém nebyl uspokojivě vyřešen a turbíny byly nehospodárné, měla Arizona malý akční rádius - jen 4 640 mil při 15 uzlech.
Boční pancéřový pás byl silný 356 mm. Systém pancéřování byl stylem "všechno nebo nic", to znamená, že hlavní a životně důležité části chránil silný pancíř, zatímco méně důležité části byly chráněny slabě. Paluba byla chráněna dvěma pásy pancíře, a to první o tloušťce 76 mm a druhý 38 mm.

### Výzbroj
Hlavní výzbroj se skládala z dvanácti děl ráže 365 mm (14"/45 cal) ve čtyřech trojhlavňových věžích (dvě vpředu, dvě vzadu). Pomocnou výzbroj tvořilo 22 děl ráže 127 mm (5"/51 cal) uložených v kasematách po 11 na každé straně. Tato pomocná výzbroj se však ukázala jako neefektivní (použitelná byla pouze při klidném moři), proto byla v roce 1918 demontována. Protiletecká výzbroj se skládala ze čtyř kanónů ráže 76 mm (50 cal.) V dvacátých letech byly nahrazeny osmi kanóny ráže 127 mm. Původně měla nést i čtyři torpédomety, ale nikdy nebyly namontovány.

### Přestavba
Začátkem 30. let Arizona podstoupila rozsáhlou rekonstrukci. Kotle byly vyměněny za šest kusů Bureau Express a turbíny byly vyměněny za typ Westinghouse. Touto změnou pohonného systému se zvýšil akční rádius na 13 600 mil při 15 uzlech a rovněž vzrostl i výkon na 25 725 kW.
Stožáry trubkové konstrukce byly nahrazeny tzv. trojnožkami a komíny byly sloučeny do jednoho. Přidána byla protitorpédová obšívka, jejímž dalším efektem bylo zvýšení stability. Zesílen i byl pancíř na palubě o 50 mm na 126 (+ 38) a pancíř na dělostřeleckých věžích.

## Služba

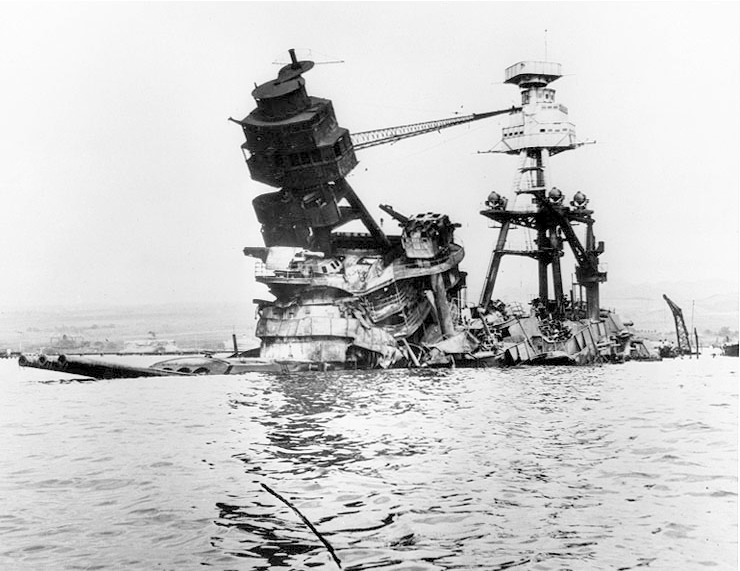
USS Arizona po útoku.

Po vstupu do války byla převedena na Britské ostrovy, kde posílila britskou Grand Fleet (Velkou flotu). Po válce převezla prezidenta Woodrowa Wilsona na Pařížskou mírovou konferenci. Ve dvacátých letech byla součástí 7. divize bitevních lodí v Karibiku. Ve třicátých letech byla převelena do třetí divize bitevních lodí.
Od roku 1930 byla v 1. divizi pod vlajkou Chestera Nimitze v Pacifiku s domovskou základnou v Pearl Harboru.
Arizona byla jedna z nejvíce poškozených válečných lodí při náletu na Pearl Harbor. Utrpěla 3 nepřímé a 2 přímé zásahy 800 kilovými pumami. Poslední puma pronikla palubou na pravoboku a způsobila masivní explozi střelného prachu, a to se lodi stalo osudným. V tom okamžiku se stala hrobkou pro 1 177 námořníků, kteří zemřeli spolu s ní. Dosud zůstává na místě, na kterém se v roce 1941 potopila. V roce 1958 byl vybudován nad potopenou lodí památník námořníkům, kteří v Pearl Harboru padli.